# Gastornis
Gastornithidae
Famille
Genre
Synonymes
- Diatryma

Gastornis est un genre fossile d'oiseaux de grande taille, ayant vécu à la fin du Paléocène et durant l'Éocène en Europe et en Amérique du Nord.
Gastornis appartient à l'ordre des gastornithiformes et à la famille des gasthornithidés. C'était le plus grand oiseau de son temps, soit entre environ 58 et 41 millions d'années (Ma).

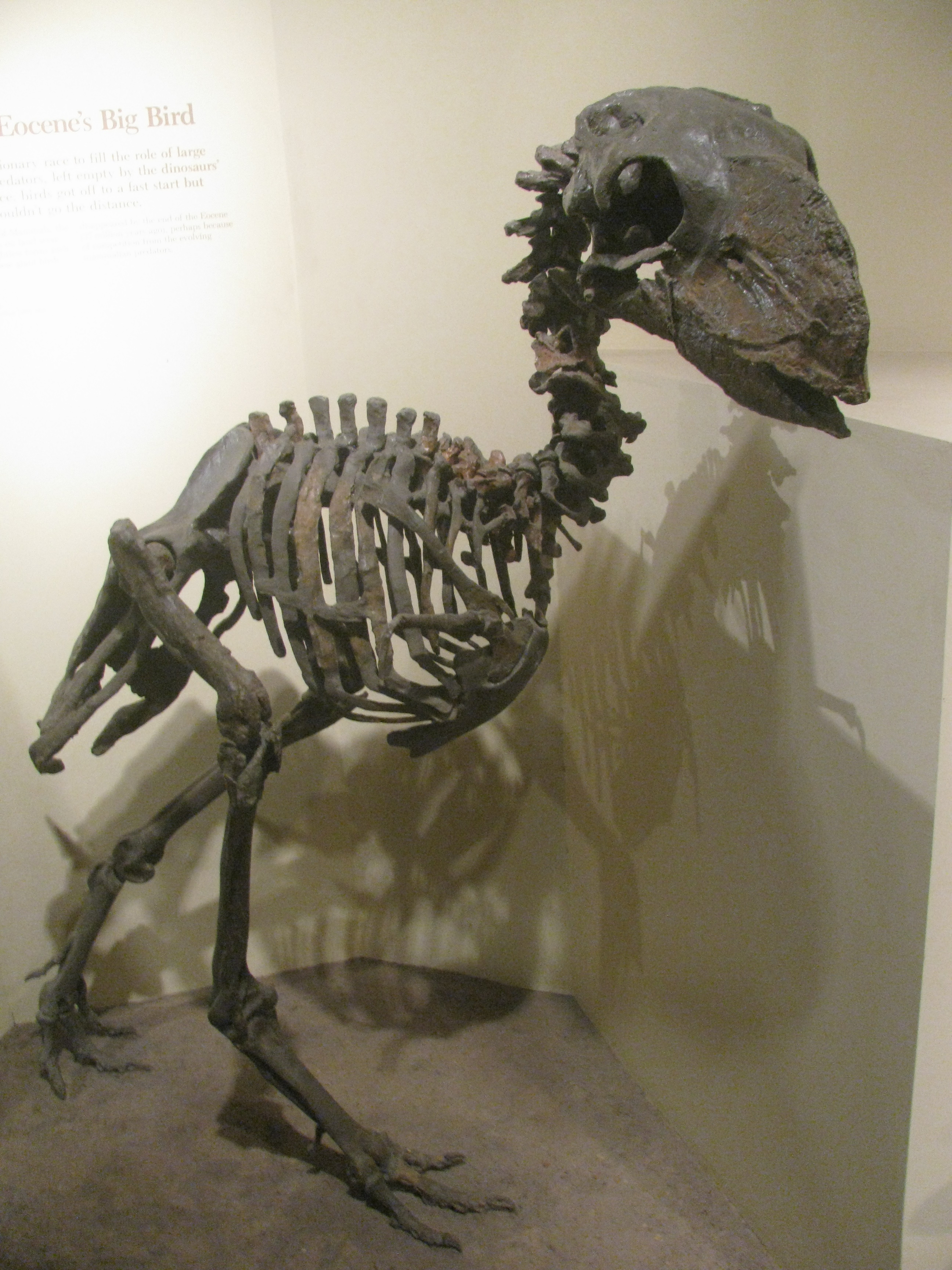
Squelette de Gastornis giganteus du musée national d'histoire naturelle des États-Unis.

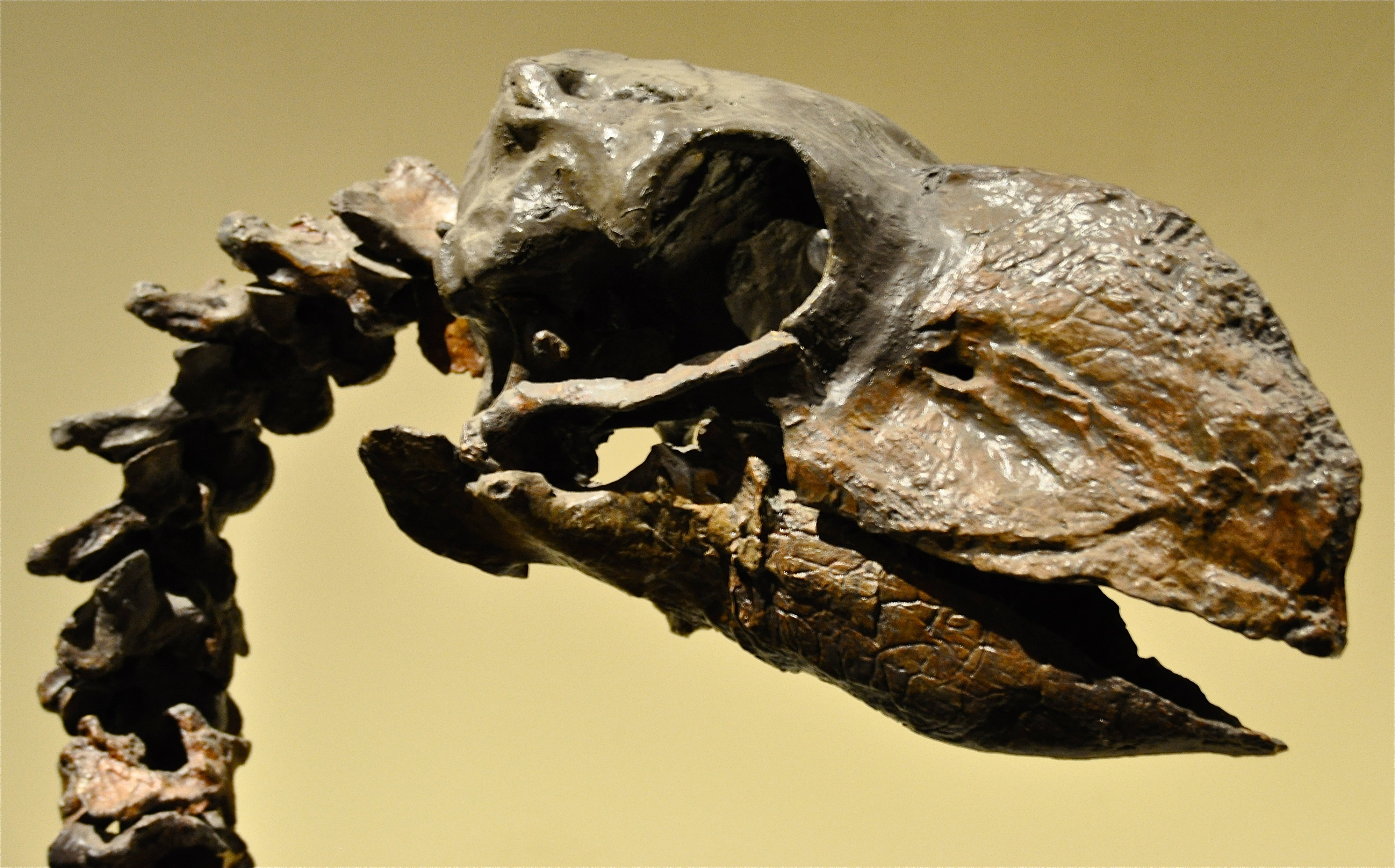
Crâne du Gastornis

## Classification
La famille des Gastornithidae est décrite en 1888 par Max Fürbringer.  
Le genre Gastornis est décrit en 1855 par Edmond Hébert,. 

### Fossiles
Selon Paleobiology Database en 2023, la famille des Gastornithidae a onze collections de fossiles référencées et le genre Gastornis a dix collections référencées,.

## Genres de la famille des Gastornithidae
Selon Paleobiology Database en 2023, cette famille a deux genres référencés :
- †Gastornis Hébert, 1855 ;
- †Zhongyuanus Hou, 1980[1].

## Espèces du genreGastornis
Selon Paleobiology Database en 2023, le nombre d'espèces référencées est de six :
- †Gastornis edwardsi Lemoine, 1878 ;
- †Gastornis giganteus Cope, 1876 ;
- †Gastornis laurenti Mourer-Chauviré et Bourdon, 2020 ;
- †Gastornis minor Lemoine, 1878 ;
- †Gastornis parisiensis Hébert, 1855 ;
- †Gastornis russelli Martin, 1992[2].

## Description
Gastornis mesurait environ 1,75 m en moyenne et jusqu'à 2 m et plus pour les grands individus. Son poids devait osciller entre une cinquantaine et une centaine de kg selon les individus et les populations. Marcheur et probablement coureur, il avait les ailes courtes, inaptes au vol, des pattes longues et massives et un gros bec solide et épais. Il est possible que l'oiseau ait, comme les casoars actuels, présenté des caroncules de couleur servant à la parade nuptiale mais on ne sait rien des mœurs nuptiales et reproductrices de Gastornis, peut-être analogues à celles des autruches et des nandous actuels (auxquels il n'est pas apparenté).

## Historique
Gastornis signifie oiseau de Gaston (Gast-ornis, de Gaston et du grec ornithos signifiant « oiseau »). Il doit son nom à Gaston Planté, qui en a découvert les premiers fossiles près de Meudon en région parisienne et/ou dans le gisement de fossiles du Geiseltal (Allemagne) en 1855. En 1876, Edward Drinker Cope a découvert aux États-Unis des fossiles qu'il nomma Diatryma. Les deux genres, Gastornis et Diatryma, ont été considérés comme des genres distincts jusque dans les années 1990, lorsque le paléontologue américain Larry Martin (en) fit une révision complète des fossiles de Gastornis et de Diatryma. À la suite de cette étude, il fut reconnu qu'il s'agissait d'un seul et même genre, conduisant à abandonner le nom (attribué postérieurement) de Diatryma, en application du Code international de nomenclature zoologique. Tous les fossiles apparentés à ce genre sont donc désormais appelés Gastornis.
Le premier squelette de Gastornis a été entièrement reconstitué en 1881. Par la suite, d'autres fossiles ont été découverts dans le sud de la France. Au vu de certains caractères de son squelette, plusieurs paléontologues pensent qu'il pourrait être apparenté aux anseriformes ce qui n'en ferait pas pour autant une « oie géante » comme cela a pu être caricaturé, car les oies n'étaient alors pas encore apparues.

## Habitat et mode de vie
Gastornis vivait dans les forêts et les marécages de la fin du Paléocène et de l'Éocène, alors que le climat de la planète était tropical d'un pôle à l'autre. Gastornis semble avoir été solitaire, car les squelettes découverts étaient isolés. Au début, il n'avait pas d'ennemi sérieux, à part peut-être des crocodiliens ou quelques petits mammifères prédateurs, comme Arctocyon, qui pouvaient s'attaquer aux œufs ou aux juvéniles. Par la suite, la menace est devenue plus sérieuse avec l'apparition de plus gros prédateurs mammaliens, tels les créodontes et les mésonychiens. Le genre Hyaenodon, apparu il y a 41 Ma, a pu chasser en bande (les chercheurs ne sont pas unanimes sur ce point), or Gastornis a disparu à la même époque : les deux faits sont peut-être liés.
Le régime alimentaire de Gastornis a fait l'objet de débats : son bec puissant, sa taille imposante et sa musculature ont conduit à le considérer comme un carnivore, soit prédateur, soit charognard. Cette opinion a été remise en cause en 2016. En effet, ses griffes massives ne sont pas des serres, mais peuvent permettre de creuser le sol, et le développement de son muscle adducteur permettant de fermer la mâchoire ont amené l'idée qu'il pouvait être végétarien, et se nourrir de tubercules, d'oignons ou de graines de grosse taille, que son bec puissant mais non crochu, devait pouvoir casser,,. Il est possible que l'oiseau a été omnivore, se nourrissant aussi bien de végétaux que de tortues, lézards, œufs ou juvéniles d'autres espèces aviennes ou mammifères, ou de charognes.